# تفاعل هيك
تفاعل هيك هو تفاعل كيميائي بين هاليد غير مشبع (أو تريفلات) مع ألكين بوجود حفاز من البالاديوم في وسط قاعدي حيث يتشكل ألكين مستبدل.
ينسب التفاعل إلى مكتشفه ريتشارد هيك، الحائز على جائزة نوبل في الكيمياء سنة 2010 لأبحاثه على حفازات البالاديوم. يسمى التفاعل أحياناً تفاعل هيك-ميزوروكي.
كان هذا التفاعل أول مثال على تشكيل رابطة كربون-كربون الذي يتبع الدورة الحفزية (Pd(0)/Pd(II.
| تفاعل هيك |
| تفاعل هيك |

## شروط التفاعل
يتم تفاعل هيك بوجود حفاز من مركب بالاديوم عضوي. الهاليد يمكن أن يكون كلوريد أو بروميد، أو تريفلات الأريل أو البنزيل أو الفاينيل.
أما الألكين فيحوي على الأقل على ذرة هيدروجين واحدة، وفقيراً باللإلكترونات مثل إستر الأكريلات أو أكريلونتريل.
يمكن أن يكون الحفاز كلوريد البالاديوم الثنائي PdCl2 أو أسيتات البالاديوم الثنائي Pd(OAc)2 أو مرابع (ثلاثي فينيل فوسفين) البالاديوم(0) (tetrakis(triphenylphosphine)palladium(0
أما الربيطة فيكمن أن تكون ثلاثي فينيل الفوسفين أو BINAP (بيناب)، أما القاعدة فيمكن أن تكون ثلاثي إيثيل أمين أو كربونات البوتاسيوم أو أسيتات الصوديوم.
هناك العديد من المراجعات العلمية عن تفاعل هيك.

## اقرأ أيضاً
- ريتشارد هيك